# CUS Roma Rugby
Il CUS Roma Rugby è la sezione di rugby a 15 del Centro Universitario Sportivo di Roma, fondato nel 1947. Nel corso della sua storia ha partecipato a numerosi campionati di prima divisione nazionale, vincitore della Coppa italia 1966/67.
A causa di problemi finanziari, la federazione ha respinto l'iscrizione degli universitari al campionato di Serie B 2016-17 e la società rischia di scomparire. Al CUS Roma per quella stagione rimane solo la compagine dell'under 18 che decide di partecipare al campionato regionale dove si qualifica prima.

## Storia
Il CUS Roma Rugby nasce ufficialmente nel 1947 come sezione agonistica del Centro Universitario Sportivo di Roma, che raccoglie l'eredità del gruppo sportivo universitario di epoca fascista. Con la denominazione di GUF Roma, la squadra aveva infatti partecipato alla serie A dal 1934/35 al 1942/43, ultimo campionato disputatosi prima della sospensione dovuta agli eventi bellici.
Nel 1950/51 il CUS Roma è il primo club universitario del dopoguerra a tornare nella massima serie. Si tratta di un'esperienza di breve durata, che si chiude con la retrocessione in serie B. Nel 1956/57 la squadra partecipa nuovamente alla serie A, dove riesce a resistere per tre stagioni consecutive.
Il primo periodo d'oro del CUS Roma si apre nel 1962/63 con il ritorno nella massima serie. Il club universitario si trova improvvisamente proiettato ai vertici del rugby italiano. Nel 1964/65 e nel 1965/66 il CUS si piazza per due volte consecutive al secondo posto in classifica dietro la Partenope campione d'Italia.
Nel 1966/67 si classifica al terzo posto, dietro L'Aquila e le Fiamme Oro Padova campioni d'Italia. Nella stessa stagione, in una storica finale, il CUS Roma batte il CUS Torino per 15-3 e si aggiudica la prima edizione della Coppa Italia.
Il momento magico si interrompe bruscamente l'anno successivo, quando il CUS conosce la prima delle numerose scissioni che ne funesteranno la storia. L'intera squadra passa in blocco alla Buscaglione Roma, società neonata che acquisisce il titolo sportivo del CUS e il diritto di partecipare alla massima serie. Il club universitario è costretto a ricominciare da capo. Per il ritorno alla serie A bisogna attendere l'estate 1974, con la vittoria sul CUS Napoli nello spareggio decisivo che si disputa a L'Aquila, anche se la permanenza nella massima serie questa volta dura lo spazio di una stagione.
L'importanza del club a livello nazionale è testimoniata anche dall'elezione di Sergio Luzzi-Conti, già responsabile della sezione rugby e poi presidente del CUS Roma,  alla carica di presidente della Federazione Italiana Rugby, che mantiene dal 1971 al 1974. Nel 1973 Luzzi-Conti è l'ispiratore del primo tour della nazionale in Sudafrica, che segna un importante salto di qualità per il rugby italiano.
Il secondo periodo aureo del CUS Roma Rugby risale agli anni ottanta del XX secolo, con la presidenza di Alberto Gualtieri. Il club universitario torna in serie A per una stagione nel 1982/83, ma è a partire dal 1986/87 che si apre l'epopea di una nuova generazione di talenti. Per quattro stagioni consecutive la squadra partecipa alla serie A1, nuova denominazione assunta dalla massima serie. In quegli anni il campionato registra la presenza dei più importanti giocatori internazionali, ingaggiati dai maggiori club italiani. Sullo storico campo dell'Acqua Acetosa gli universitari del CUS affrontano stelle del calibro di David Campese, John Kirwan e Naas Botha.
Nonostante la sproporzione tra le forze in campo, il CUS Roma non demerita affatto e anzi, secondo molti addetti ai lavori, esprime il gioco più bello e spettacolare del campionato, grazie soprattutto alla qualità dei suoi trequarti. Numerosi sono i giocatori cussini che in questi anni sono convocati in nazionale (Tinari, Pratichetti, Caranci, Salvati, De Biase, Ambrosio, solo per citarne alcuni). Il giocatore simbolo di questa generazione è Stefano Barba, trequarti centro con straordinarie doti di attacco che partecipa alla prima Coppa del Mondo di rugby 1987 e colleziona più di 30 presenze con la maglia azzurra.
Negli stessi anni si assiste allo sviluppo del settore giovanile, che raggiunge i massimi livelli del panorama nazionale, come dimostrano le numerosi finali raggiunte nelle varie categorie e soprattutto il titolo di Campione d'Italia conquistato dall'under 17 nel 1983/84 (a nome CUS Roma) e nel 1985/86 (a nome Primavera Roma). Nonostante il distacco di un gruppo di dirigenti e allenatori delle giovanili che alla fine degli anni Ottanta fonda una società autonoma, l'U.S. Primavera, dove la crescita del settore giovanile rimane uno dei principali obiettivi del club.
Nei primi anni novanta si inaugurano gli impianti sportivi universitari di Tor di Quinto, dove sorge il “campo da rugby più grande d'Italia”. Il CUS Roma ha finalmente un proprio campo da gioco. Potrebbe essere l'occasione per un ulteriore passo in avanti, ma le crescenti ristrettezze finanziarie e una serie di vicissitudini societarie segnano l'inizio di una fase di graduale ridimensionamento delle ambizioni cussine.
La prima squadra, retrocessa in A2 nel 1989/90, disputa ancora un campionato nella massima serie nel 1993/94. Nella stagione successiva milita in serie A2 e retrocede in serie B per tornare subito in A2 nel 1995/96. A quella stagione risale l'ultima partecipazione alla serie A. L'ennesima scissione da parte di un gruppo di giocatori e allenatori dà vita all'Unione Rugby Capitolina, indebolendo l'organico del CUS in tutte le categorie. Dal 1996/97 Il CUS Roma Rugby milita nel campionato di serie B.
Nelle ultime due stagioni l'intera polisportiva CUS Roma ha vissuto una fase di ristrutturazione societaria, che ha portato all'elezione di Gianfranco Morrone alla presidenza. Il rinnovamento ha interessato anche la sezione rugby: il nuovo Consiglio di sezione, composto interamente da giocatori in attività, sta lavorando duramente per riportare il club universitario della capitale ai livelli che gli competono. Al termine della stagione 2014/15 il CUS Roma conquista la promozione in serie A dopo 19 stagioni giocate in serie B (vedi La storia del CUS su cusromarugby.com). La stagione 2015-2016 non è altrettanto fortunata per la squadra gialloblù, che non riesce a conquistare la salvezza e retrocede in Serie B.

## Palmarès
- Coppe Italia: 1
1966-67
- Campionati nazionali riserve: 3
1938-39 (come GUF Roma), 1960-61, 1978-79
- Campionati nazionali under 17: 2
1983-84, 1985-86 (come Primavera Roma)

## Cronistoria
| Cronistoria del CUS Roma Rugby |
| --- |
| - Nascita del GUF Roma Rugby - 1934/35 - Serie A - 1935/36 - Serie A - 1936/37 - Serie A - 1937/38 - Serie A - 1938/39 - Serie A - 1939/40 - Serie A - 1940/41 - Serie A - 1942/43 - Serie A - 1943 - Sospensione sportiva dovuta agli eventi bellici - 1947 - Nascita del CUS Roma Rugby, sezione agonistica del CUS Roma - 1947/48 - Serie B - 1948/49 - Serie B - 1949/50 - Serie B Promozione in Serie A - 1950/51 - Serie A Retrocessione in Serie B - 1951/52 - Serie B - 1952/53 - Serie B - 1953/54 - Serie B - 1954/55 - Serie B - 1955/56 - Serie B - 1956/57 - Serie B Promozione in Serie A - 1957/58 - Serie A - 1958/59 - Serie A - 1959/60 - Serie A Retrocessione in Serie B - 1960/61 - Serie B - 1961/62 - Serie B Promozione in Eccellenza - 1962/63 - Eccellenza - 1963/64 - Eccellenza - 1964/65 - Eccellenza Iscritta alla nuova Serie A - 1965/66 - Serie A - 1966/67 - Serie A Coppa Italia (1º titolo) - 1967/68 - Serie A - 1968/69 - Serie A - 1969/70 - Serie A - 1970/71 - Serie A - 1971/72 - Serie A - 1972/73 - Serie A - 1973/74 - Serie A - 1974/75 - Serie A - 1982/83 - Serie A - 1983/84 - Serie B - 1984/85 - Serie B - 1985/86 - Serie B Promozione nella nuova Serie A1 - 1986/87 - Serie A1 - 1987/88 - Serie A1 - 1988/89 - Serie A1 Scissione da parte di un gruppo di giocatori e allenatori dà vita all’Unione Sportiva Primavera Rugby - 1989/90 - Serie A1 Retrocessione in Serie A2 - 1990/91 - Serie A2 - 1991/92 - Serie A2 - 1992/93 - Serie A2 Promozione in Serie A1 - 1993/94 - Serie A1 Retrocessione in Serie A2 - 1994/95 - Serie A2 Retrocessione in Serie B - 1995/96 - Serie B Promozione in Serie A2 - 1996/97 - Serie A2 Retrocessione in Serie B Scissione da parte di un gruppo di giocatori e allenatori dà vita all’Unione Rugby Capitolina - 1996/97 - Serie B - 1997/98 - Serie B - 1998/99 - Serie B - 1999/2000 - Serie B - 2000/01 - Serie B - 2001/02 - Serie B - 2002/03 - Serie B - 2003/04 - Serie B - 2004/05 - Serie B - 2005/06 - Serie B - 2006/07 - Serie B - 2007/08 - Serie B - 2008/09 - Serie B - 2009/10 - Serie B - 2010/11 - Serie B - 2011/12 - Serie B - 2012/13 - Serie B - 2013/14 - Serie B - 2014/15 - Serie B Promozione in Serie A Vince i play-off promozione contro il Rugby Noceto - 2015/16 - Serie A Retrocessione in Serie B |

## Giocatori di rilievo
Di seguito i giocatori di rilievo che hanno vestito la maglia del CUS Roma Rugby:
- Claudio Tinari
- Alessandro Bollati
- Carlo Pratichetti
- Alessandro Caranci
- Andrea Lioj
- Gianluca Limone
- Andrea Angrisani
- Maurizio Bocconcelli
- Ivo Mazzucchelli
- Luigi Salvati
- Carlo De Biase
- Rodolfo Ambrosio
- Stefano Barba

Andrea Barba
Paolo Borroni
Andrea Della Torre
Marco Iscaro
Giulio Procacci
Paolo Arata
Mario Grasselli
Maurizio Montalto
Stefano Montalto
Carlo de Biase
Andrea Buchalter
Emanuele Casciani
Gianfilippo de Biase
Filippo Gaetani
Attilio Marini
Oreste Pratichetti Pietro Lo Giudice
- Giulio Toniolatti
- Leandro Lobrauco
- Hugo Torres

### Azzurre del CUS Roma
- Michela Tondinelli
- Daniela Gini
- Sara Pettinelli